# Ионенко, Иван Михайлович
Иван Михайлович Ионенко (10 июня 1913 — 20 декабря 1989) — советский историк, доктор исторических наук (1968), профессор (1970), заслуженный деятель науки Татарской АССР (1983). Участник Великой Отечественной войны.

## Биография
Родился 10 июня 1913 г. в д. Зайцевка Смоленского уезда Смоленской губернии в крестьянской семье.
В 1931 г. окончил педагогический техникум в с. Соболево Западной (Смоленской) области.
В 1939 г. окончил исторический факультет Ленинградского педагогического института им. А. И. Герцена.
В 1939—1941 годах — старший преподаватель кафедры истории СССР, заместитель декана истфака Казанского педагогического института.
Май 1941 г. — призван на сборы в Приволжский военный округ в должности дублера командира стрелкового взвода 208 стрелкового полка 18 стрелковой дивизии.
1942—1945 гг. служба в должности помощника начальника оперативного отдела по изучению опыта войны и истории военных действий штаба 4 Ударной армии Калининского, Ленинградского и Прибалтийского фронтов.
В 1946—1960 годах заведовал кафедрой истории Казанской высшей партийной школы при Татарском ОК КПСС. Кандидат исторических наук (1955). Научный руководитель — академик А. М. Панкратова.
С 1960 г. в Казанском университете. Заведующий кафедрой истории СССР Казанского университета (1970—1983), позднее профессор кафедры.
Автор более 170 научных трудов. Под его руководством подготовлено и защищено 7 докторских и более 50 кандидатских диссертаций. Ученики: Б. Ф. Султанбеков, И. Р. Тагиров, П. С. Кабытов, Р. С. Цейтлин, В. А. Шестаков, Н. Вахрушева, Е. Д. Румянцев, В. А. Попов и др.
Один из инициаторов движения студенческой и учащейся молодежи «Снежные десанты» по изучению истории Великой Отечественной войны.
Скончался 20 декабря 1989 г. в Казани. Похоронен на Самосыровском кладбище.

## Основные работы
- Очерк истории Смоленского княжества IХ—ХIV вв. Л.: ЛГПИ, 1938.
- К вопросу о роли русских полков в Грюнвальдской битве // Ученые записки ЛГПИ им. Герцена. 1939. Т. ХIХ.
- Революционная борьба крестьянства Среднего Поволжья в период подготовки Великой Октябрьской социалистической революции: (По материалам Казан. губ): Автореферат дис. на соискание учен. степени кандидата ист. наук / Высш. парт. школа при ЦК КПСС. Кафедра истории СССР. М:, 1955. 16 с.
- Крестьянство Среднего Поволжья накануне Великого Октября (по материалам Казан. губ.). Казань: Таткнигоиздат, Ред. полит. и ист. литературы, 1957. 256 с.
- Революционная борьба крестьян Казанской губернии накануне Октября: Сб. документов и материалов / Сост. Н. М. Силаева; под науч. ред. И. М. Ионенко. Казань: Таткнигоиздат, 1958. 824 с.
- Об изучении Октябрьской революции в Поволжье и Приуралье // Из истории классовой борьбы и общественной мысли в Поволжье и Приуралье. Казань, 1962.
- Из истории партийного строительства в армии накануне Октябрьской революции // Очерки истории народов Поволжья и Приуралья. Вып.1. Казань, 1967. С.5-34.
- Октябрь в Казани / И. М. Ионенко, И. Р. Тагиров. Казань: Таткнигоиздат, 1967. 272 с.
- Революционная борьба и национально-демократическое движение солдатских масс Поволжья и Приуралья накануне Великого Октября: в 2-х томах: дисс. … доктора исторических наук : 07.00.00. Казань, 1966. 1054 с.
- К вопросу о национально-демократическом движении солдатских масс от февраля к Октябрю 1917 года // Очерки истории Поволжья и Приуралья. Вып.2-3. Казань, 1969.
- Документы по истории Октября в Татарии. / Сост.: Л. В. Горохова, Н. М. Силаева; под науч. ред. И. М. Ионенко. — Казань: Тат. кн. изд-во, 1973. — 212 с.
- Когда возникла Казань / В. В. Иванов, И. М. Ионенко, А. Х. Халиков // Коммунист Татарии. 1974. № 10. С.84-90.
- Солдаты тыловых гарнизонов в борьбе за власть Советов: (По материалам Поволжья и Урала). Казань: Изд-во Казан. ун-та, 1976. 190 с.
- О некоторых задачах изучения Октябрьской революции в Поволжье // Великий Октябрь и революционное движение в Среднем Поволжье. Куйбышев, 1978. С.3-13.
- Солдатские массы в Октябрьской революции: По материалам Поволжья и Урала. Казань: Изд-во Казан. ун-та, 1982. 151 с. Рец.: Гильманов З., Цейтлин Р. Солдат в Октябрьской революции // Коммунист Татарии. 1984. № 4. С.94-96.
- Казанский университет в годы Великой Отечественной войны / И. М. Ионенко, В. А. Попов. М. Изд-во Казан. ун-та, 1985. 159 с.
- Некоторые вопросы регионального изучения истории крестьянства Поволжья // Проблемы социально-экономического развития деревни Среднего Поволжья в период капитализма. Казань, 1987. С.117-121.
- Нам жить и помнить: (Записки штабного офицера): [О боевом пути 4-й Удар. армии] . Казань: Татар. кн. изд-во, 1988. 188,[2] с.

## Награды
Орден Отечественной войны 1 степени, орден Красной Звезды, медали.